# Wahlbezirk Inselitalien
Der Wahlbezirk Inselitalien (circoscrizione Italia insulare) ist ein Wahlbezirk (circoscrizione elettorale) für die Wahl der Mitglieder des Europäischen Parlaments für Italien.
Er besteht seit 1979 und umfasst die folgenden Regionen:
- Sizilien;
- Sardinien.

## Wahlergebnisse

### Wahl 1979
| Listen                   | Listen                                        | Stimmen   | %    | Mandate |
| ------------------------ | --------------------------------------------- | --------- | ---- | ------- |
|                          | Democrazia Cristiana                          | 1.426.268 | 40,5 | 3       |
|                          | Partito Comunista Italiano                    | 876.229   | 24,9 | 2       |
|                          | Partito Socialista Italiano                   | 362.012   | 10,3 | 1       |
|                          | Movimento Sociale Italiano – Destra Nazionale | 299.345   | 8,5  | 1       |
|                          | Partito Radicale                              | 150.428   | 4,3  | –       |
|                          | Partito Socialista Democratico Italiano       | 122.239   | 3,5  | –       |
|                          | Partito Liberale Italiano                     | 90.304    | 2,6  | –       |
|                          | Partito Repubblicano Italiano                 | 90.141    | 2,6  | –       |
|                          | Partito di Unità Proletaria per il Comunismo  | 36.365    | 1,0  | –       |
|                          | Costituente di Destra – Democrazia Nazionale  | 27.706    | 0,8  | –       |
|                          | Democrazia Proletaria                         | 24.626    | 0,7  | –       |
|                          | Federalismo                                   | 11.915    | 0,3  | –       |
| Gesamt                   | Gesamt                                        | 3.517.578 | 100  | 7       |
|                          |                                               |           |      |         |
| Ungültige Stimmen        | Ungültige Stimmen                             | 90.438    | 2,5  |         |
| Wähler                   | Wähler                                        | 3.608.016 | 75,9 |         |
| Wahlberechtigte          | Wahlberechtigte                               | 4.755.572 |      |         |
|                          |                                               |           |      |         |
| Quelle: Innenministerium |                                               |           |      |         |

Vgl. Ungültige Stimmen: 122.801 statt 90.438.

### Wahl 1984
| Listen                   | Listen                                        | Stimmen   | %    | Mandate |
| ------------------------ | --------------------------------------------- | --------- | ---- | ------- |
|                          | Democrazia Cristiana                          | 1.169.834 | 32,8 | 3       |
|                          | Partito Comunista Italiano                    | 1.016.519 | 28,5 | 2       |
|                          | Partito Socialista Italiano                   | 392.885   | 11,0 | 1       |
|                          | Movimento Sociale Italiano – Destra Nazionale | 308.314   | 8,7  | 1       |
|                          | PLI – PRI                                     | 185.493   | 5,2  | –       |
|                          | Partito Radicale                              | 172.750   | 4,8  | –       |
|                          | Partito Socialista Democratico Italiano       | 145.417   | 4,1  | –       |
|                          | Federalismo                                   | 122.489   | 3,4  | 1       |
|                          | Democrazia Proletaria                         | 44.731    | 1,3  | –       |
|                          | Liga Veneta                                   | 4.996     | 0,1  | –       |
| Gesamt                   | Gesamt                                        | 3.563.428 | 100  | 8       |
|                          |                                               |           |      |         |
| Ungültige Stimmen        | Ungültige Stimmen                             | 268.022   | 7,0  |         |
| Wähler                   | Wähler                                        | 3.831.450 | 73,5 |         |
| Wahlberechtigte          | Wahlberechtigte                               | 5.211.766 |      |         |
|                          |                                               |           |      |         |
| Quelle: Innenministerium |                                               |           |      |         |

### Wahl 1989
| Listen                   | Listen                                        | Stimmen   | %    | Mandate |
| ------------------------ | --------------------------------------------- | --------- | ---- | ------- |
|                          | Democrazia Cristiana                          | 1.282.941 | 36,3 | 3       |
|                          | Partito Comunista Italiano                    | 848.761   | 24,0 | 2       |
|                          | Partito Socialista Italiano                   | 482.956   | 13,7 | 1       |
|                          | Movimento Sociale Italiano – Destra Nazionale | 244.005   | 6,9  | –       |
|                          | PLI – PRI                                     | 171.744   | 4,9  | –       |
|                          | Partito Socialista Democratico Italiano       | 136.179   | 3,9  | –       |
|                          | Federalismo                                   | 103.209   | 2,9  | 1       |
|                          | Lista Verde                                   | 100.475   | 2,8  | –       |
|                          | Verdi Arcobaleno                              | 58.728    | 1,7  | –       |
|                          | Lista Antiproibizionista                      | 55.637    | 1,6  | –       |
|                          | Democrazia Proletaria                         | 43.196    | 1,2  | –       |
|                          | Lega Lombarda                                 | 4.325     | 0,1  | –       |
| Gesamt                   | Gesamt                                        | 3.532.156 | 100  | 7       |
|                          |                                               |           |      |         |
| Ungültige Stimmen        | Ungültige Stimmen                             | 367.066   | 9,4  |         |
| Wähler                   | Wähler                                        | 3.899.222 | 72,9 |         |
| Wahlberechtigte          | Wahlberechtigte                               | 5.346.067 |      |         |
|                          |                                               |           |      |         |
| Quelle: Innenministerium |                                               |           |      |         |

### Wahl 1994
| Listen                   | Listen                                             | Stimmen   | %    | Mandate |
| ------------------------ | -------------------------------------------------- | --------- | ---- | ------- |
|                          | Forza Italia                                       | 1.195.255 | 36,2 | 3       |
|                          | Alleanza Nazionale                                 | 482.936   | 14,6 | 1       |
|                          | Partito Democratico della Sinistra                 | 467.572   | 14,2 | 1       |
|                          | Partito Popolare Italiano                          | 334.399   | 10,1 | 1       |
|                          | La Rete                                            | 219.902   | 6,7  | 1       |
|                          | Patto Segni                                        | 199.544   | 6,0  | 1       |
|                          | Partito della Rifondazione Comunista               | 132.010   | 4,0  | –       |
|                          | Federazione dei Verdi                              | 68.122    | 2,1  | –       |
|                          | Partito Socialista Italiano – Alleanza Democratica | 51.649    | 1,6  | –       |
|                          | Lista Pannella – Riformatori                       | 49.519    | 1,5  | –       |
|                          | Partito Repubblicano Italiano                      | 19.592    | 0,6  | –       |
|                          | Liberali                                           | 16.472    | 0,5  | –       |
|                          | Solidarietà                                        | 15.214    | 0,5  | –       |
|                          | Partito Socialista Democratico Italiano            | 14.232    | 0,4  | –       |
|                          | Lega Nord                                          | 12.803    | 0,4  | –       |
|                          | Lega d’Azione Meridionale                          | 8.914     | 0,3  | –       |
|                          | Federalismo                                        | 7.783     | 0,2  | –       |
|                          | Lega Alpina Lumbarda                               | 3.898     | 0,1  | –       |
| Gesamt                   | Gesamt                                             | 3.299.816 | 100  | 8       |
|                          |                                                    |           |      |         |
| Ungültige Stimmen        | Ungültige Stimmen                                  | 673.681   | 17,0 |         |
| Wähler                   | Wähler                                             | 3.973.497 | 69,6 |         |
| Wahlberechtigte          | Wahlberechtigte                                    | 5.710.796 |      |         |
|                          |                                                    |           |      |         |
| Quelle: Innenministerium |                                                    |           |      |         |

### Wahl 1999
| Listen                   | Listen                                                     | Stimmen   | %    | Mandate |
| ------------------------ | ---------------------------------------------------------- | --------- | ---- | ------- |
|                          | Forza Italia                                               | 842.303   | 27,5 | 2       |
|                          | Democratici di Sinistra                                    | 395.019   | 12,9 | 1       |
|                          | Alleanza Nazionale – Patto Segni                           | 372.120   | 12,1 | 1       |
|                          | I Democratici                                              | 250.977   | 8,2  | –       |
|                          | Partito Popolare Italiano                                  | 214.042   | 7,0  | 1       |
|                          | Udeur                                                      | 177.868   | 5,8  | –       |
|                          | Centro Cristiano Democratico                               | 159.344   | 5,2  | 1       |
|                          | Lista Emma Bonino                                          | 153.487   | 5,0  | –       |
|                          | Partito della Rifondazione Comunista                       | 89.239    | 2,9  | –       |
|                          | Rinnovamento Italiano                                      | 73.313    | 2,4  | –       |
|                          | Socialisti Democratici Italiani                            | 58.970    | 1,9  | –       |
|                          | Cristiani Democratici Uniti                                | 49.534    | 1,6  | –       |
|                          | Fiamma Tricolore                                           | 48.211    | 1,6  | –       |
|                          | Partito dei Comunisti Italiani                             | 43.407    | 1,4  | –       |
|                          | Partito Socialista                                         | 42.500    | 1,4  | –       |
|                          | Federazione dei Verdi                                      | 32.758    | 1,1  | –       |
|                          | Lega delle Regioni – PSd’Az – Partito Consumatori Italiani | 23.683    | 0,8  | –       |
|                          | Partito Repubblicano Italiano – Liberali                   | 16.252    | 0,5  | –       |
|                          | Partito Pensionati                                         | 13.423    | 0,4  | –       |
|                          | Lega d’Azione Meridionale                                  | 5.693     | 0,2  | –       |
|                          | Lega Nord                                                  | 3.261     | 0,1  | –       |
| Gesamt                   | Gesamt                                                     | 3.065.404 | 100  | 6       |
|                          |                                                            |           |      |         |
| Ungültige Stimmen        | Ungültige Stimmen                                          | 425.237   | 12,2 |         |
| Wähler                   | Wähler                                                     | 3.490.641 | 59,5 |         |
| Wahlberechtigte          | Wahlberechtigte                                            | 5.868.175 |      |         |
|                          |                                                            |           |      |         |
| Quelle: Innenministerium |                                                            |           |      |         |

### Wahl 2004
| Listen                   | Listen                                                | Stimmen   | %    | Mandate |
| ------------------------ | ----------------------------------------------------- | --------- | ---- | ------- |
|                          | Uniti nell’Ulivo                                      | 862.021   | 27,2 | 2       |
|                          | Forza Italia                                          | 679.611   | 21,4 | 2       |
|                          | Alleanza Nazionale                                    | 441.845   | 13,9 | 1       |
|                          | Unione dei Democratici Cristiani                      | 375.129   | 11,8 | 1       |
|                          | Partito della Rifondazione Comunista                  | 148.860   | 4,7  | 1       |
|                          | Partito dei Comunisti Italiani                        | 76.796    | 2,4  | –       |
|                          | Patto Segni-Scognamiglio                              | 72.049    | 2,3  | –       |
|                          | Udeur                                                 | 71.557    | 2,3  | –       |
|                          | Lista Di Pietro – Occhetto                            | 67.025    | 2,1  | –       |
|                          | Socialisti Uniti per l’Europa                         | 63.963    | 2,0  | –       |
|                          | Federazione dei Verdi                                 | 56.245    | 1,8  | –       |
|                          | Lista Emma Bonino                                     | 54.948    | 1,7  | –       |
|                          | Alternativa Sociale                                   | 37.795    | 1,2  | –       |
|                          | Lista Consumatori                                     | 31.802    | 1,0  | –       |
|                          | Partito Repubblicano Italiano – I Liberal             | 27.187    | 0,9  | –       |
|                          | Paese Nuovo – Democrazia Cristiana                    | 26.250    | 0,8  | –       |
|                          | Partito Pensionati                                    | 24.518    | 0,8  | –       |
|                          | Fiamma Tricolore                                      | 19.448    | 0,6  | –       |
|                          | LpA-AL – Liga Fronte Veneto – PSd’Az – UfS            | 15.814    | 0,5  | –       |
|                          | Verdi Verdi – Abolizione Scorporo – Verdi Federalisti | 9.945     | 0,3  | –       |
|                          | Lega Nord                                             | 6.836     | 0,2  | –       |
| Gesamt                   | Gesamt                                                | 3.169.644 | 100  | 7       |
|                          |                                                       |           |      |         |
| Ungültige Stimmen        | Ungültige Stimmen                                     | 451.792   | 12,5 |         |
| Wähler                   | Wähler                                                | 3.621.436 | 61,2 |         |
| Wahlberechtigte          | Wahlberechtigte                                       | 5.919.309 |      |         |
|                          |                                                       |           |      |         |
| Quelle: Innenministerium |                                                       |           |      |         |

### Wahl 2009
| Listen                   | Listen                                                                | Stimmen   | %    | Mandate |
| ------------------------ | --------------------------------------------------------------------- | --------- | ---- | ------- |
|                          | Il Popolo della Libertà                                               | 900.583   | 36,5 | 2       |
|                          | Partito Democratico                                                   | 615.089   | 24,9 | 2       |
|                          | La Destra – MPA – Pensionati – ADC                                    | 304.871   | 12,4 | –       |
|                          | Unione di Centro                                                      | 256.370   | 10,4 | 1       |
|                          | Italia dei Valori                                                     | 186.326   | 7,6  | 1       |
|                          | Partito della Rifondazione Comunista – Partito dei Comunisti Italiani | 69.818    | 2,8  | –       |
|                          | Sinistra e Libertà                                                    | 57.755    | 2,3  | –       |
|                          | Lista Bonino–Pannella                                                 | 45.147    | 1,8  | –       |
|                          | Fiamma Tricolore                                                      | 15.785    | 0,6  | –       |
|                          | Lega Nord                                                             | 9.243     | 0,4  | –       |
|                          | Liberaldemocratici – MAIE                                             | 5.659     | 0,2  | –       |
| Gesamt                   | Gesamt                                                                | 2.466.646 | 100  | 6       |
|                          |                                                                       |           |      |         |
| Ungültige Stimmen        | Ungültige Stimmen                                                     | 235.584   | 8,7  |         |
| Wähler                   | Wähler                                                                | 2.702.230 | 44,7 |         |
| Wahlberechtigte          | Wahlberechtigte                                                       | 6.044.535 |      |         |
|                          |                                                                       |           |      |         |
| Quelle: Innenministerium |                                                                       |           |      |         |

### Wahl 2014
| Listen                   | Listen                                | Stimmen   | %    | Mandate |
| ------------------------ | ------------------------------------- | --------- | ---- | ------- |
|                          | Partito Democratico                   | 797.213   | 34,9 | 3       |
|                          | Movimento 5 Stelle                    | 623.573   | 27,3 | 2       |
|                          | Forza Italia                          | 457.796   | 20,0 | 2       |
|                          | Nuovo Centrodestra – Unione di Centro | 171.224   | 7,5  | 1       |
|                          | L’Altra Europa con Tsipras            | 84.652    | 3,7  | –       |
|                          | Fratelli d’Italia                     | 75.667    | 3,3  | –       |
|                          | Lega Nord                             | 22.700    | 1,0  | –       |
|                          | Italia dei Valori                     | 18.684    | 0,8  | –       |
|                          | Scelta Europea                        | 15.107    | 0,7  | –       |
|                          | Verdi Europei – Green Italia          | 13.470    | 0,6  | –       |
|                          | Io Cambio – MAIE                      | 4.192     | 0,2  | –       |
| Gesamt                   | Gesamt                                | 2.284.278 | 100  | 8       |
|                          |                                       |           |      |         |
| Ungültige Stimmen        | Ungültige Stimmen                     | 170.655   | 7,0  |         |
| Wähler                   | Wähler                                | 2.454.933 | 40,2 |         |
| Wahlberechtigte          | Wahlberechtigte                       | 6.112.858 |      |         |
|                          |                                       |           |      |         |
| Quelle: Innenministerium |                                       |           |      |         |

### Wahl 2019
| Listen                   | Listen                                          | Stimmen   | %    | Mandate |
| ------------------------ | ----------------------------------------------- | --------- | ---- | ------- |
|                          | Movimento 5 Stelle                              | 610.040   | 29,8 | 2       |
|                          | Lega per Salvini Premier                        | 460.194   | 22,5 | 2       |
|                          | Partito Democratico – Siamo Europei             | 379.511   | 18,5 | 2       |
|                          | Forza Italia                                    | 301.343   | 14,7 | 1       |
|                          | Fratelli d’Italia                               | 148.307   | 7,2  | 1       |
|                          | +Europa – Italia in Comune – PDE Italia         | 40.350    | 2,0  | –       |
|                          | La Sinistra                                     | 33.772    | 1,6  | –       |
|                          | Europa Verde                                    | 27.272    | 1,3  | –       |
|                          | Partito Comunista                               | 11.651    | 0,6  | –       |
|                          | Il Popolo della Famiglia – Alternativa Popolare | 10.964    | 0,5  | –       |
|                          | Partito Animalista Italiano                     | 9.759     | 0,5  | –       |
|                          | CasaPound – Destre Unite                        | 5.189     | 0,3  | –       |
|                          | Popolari per l’Italia                           | 4.753     | 0,2  | –       |
|                          | Partito Pirata                                  | 3.595     | 0,2  | –       |
|                          | Forza Nuova                                     | 2.448     | 0,1  | –       |
| Gesamt                   | Gesamt                                          | 2.049.148 | 100  | 8       |
|                          |                                                 |           |      |         |
| Ungültige Stimmen        | Ungültige Stimmen                               | 71.630    | 3,4  |         |
| Wähler                   | Wähler                                          | 2.120.778 | 34,9 |         |
| Wahlberechtigte          | Wahlberechtigte                                 | 6.084.165 |      |         |
|                          |                                                 |           |      |         |
| Quelle: Innenministerium |                                                 |           |      |         |

| Listen                              | Listen                   | Kandidaten          | Stimmen |
| ----------------------------------- | ------------------------ | ------------------- | ------- |
|                                     | Movimento 5 Stelle       | Dino Giarrusso      | 117.211 |
| Ignazio Corrao                      | Movimento 5 Stelle       | 115.820             |         |
|                                     | Lega per Salvini Premier | ⭯ Matteo Salvini    | 241.632 |
| Annalisa Tardino                    | Lega per Salvini Premier | 32.884              |         |
| Francesca Donato                    | Lega per Salvini Premier | 28.224              |         |
|                                     | Partito Democratico      | Pietro Bartolo      | 135.907 |
| Caterina Chinnici                   | Partito Democratico      | 113.248             |         |
|                                     | Forza Italia             | a Silvio Berlusconi | 90.770  |
| Giuseppe Milazzo                    | Forza Italia             | 74.750              |         |
|                                     | Fratelli d’Italia        | ⭯ Giorgia Meloni    | 63.564  |
| Raffaele Stancanelli                | Fratelli d’Italia        | 30.321              |         |
|                                     |                          |                     |         |
| ⭯ : Verzicht auf den Sitz           |                          |                     |         |
| Option a: Nordwestitalien           |                          |                     |         |
|                                     |                          |                     |         |
| Quelle: Corte suprema di cassazione |                          |                     |         |

### Wahl 2024
| Listen                   | Listen                      | Stimmen   | %    | Mandate |
| ------------------------ | --------------------------- | --------- | ---- | ------- |
|                          | Fratelli d’Italia           | 424.689   | 21,3 | 2       |
|                          | Forza Italia – Noi Moderati | 403.649   | 20,2 | 2       |
|                          | Partito Democratico         | 334.552   | 16,8 | 1       |
|                          | Movimento 5 Stelle          | 323.159   | 16,2 | 1       |
|                          | Lega per Salvini Premier    | 139.265   | 7,0  | 1       |
|                          | Alleanza Verdi e Sinistra   | 123.535   | 6,2  | 1       |
|                          | Libertà                     | 118.248   | 5,9  | –       |
|                          | Pace Terra Dignità          | 44.669    | 2,2  | –       |
|                          | Stati Uniti d’Europa        | 43.036    | 2,2  | –       |
|                          | Azione – Siamo Europei      | 29.502    | 1,5  | –       |
|                          | Alternativa Popolare        | 10.111    | 0,5  | –       |
| Gesamt                   | Gesamt                      | 1.994.415 | 100  | 8       |
|                          |                             |           |      |         |
| Ungültige Stimmen        | Ungültige Stimmen           | 131.301   | 6,2  |         |
| Wähler                   | Wähler                      | 2.125.716 | 35,3 |         |
| Wahlberechtigte          | Wahlberechtigte             | 6.024.045 |      |         |
|                          |                             |           |      |         |
| Quelle: Innenministerium |                             |           |      |         |

| Listen                               | Listen                    | Kandidaten           | Stimmen |
| ------------------------------------ | ------------------------- | -------------------- | ------- |
|                                      | Fratelli d’Italia         | ⭯ Giorgia Meloni     | 244.121 |
| Giuseppe Milazzo                     | Fratelli d’Italia         | 65.393               |         |
| Riggero Razza                        | Fratelli d’Italia         | 61.697               |         |
|                                      | Forza Italia              | ⭯ Edmondo Tamajo     | 121.486 |
| Marco Falcone                        | Forza Italia              | 100.592              |         |
| Caterina Chinnici                    | Forza Italia              | 93.428               |         |
|                                      | Partito Democratico       | ⭯ Elly Schlein       | 85.487  |
| Giuseppe Lupo                        | Partito Democratico       | 49.823               |         |
|                                      | Movimento 5 Stelle        | Giuseppe Antoci      | 64.866  |
|                                      | Lega per Salvini Premier  | Raffaele Stancanelli | 44.276  |
|                                      | Alleanza Verdi e Sinistra | a Ilaria Salis       | 51.065  |
| b Domenico Lucano                    | Alleanza Verdi e Sinistra | 26.196               |         |
| Leoluca Orlando                      | Alleanza Verdi e Sinistra | 18.838               |         |
|                                      |                           |                      |         |
| ⭯ : Verzicht auf den Sitz            |                           |                      |         |
| Option a: Wahlbezirk Nordwestitalien |                           |                      |         |
| Option b: Wahlbezirk Süditalien      |                           |                      |         |
|                                      |                           |                      |         |
| Quelle: Corte suprema di cassazione  |                           |                      |         |